# Mecolaesthus
Genre
Synonymes
- Mecoloesthus Simon, 1893
- Falconia González-Sponga, 2003 nec Distant, 1884
- Queliceria González-Sponga, 2003
- Sanluisi González-Sponga, 2003
- Ayomania González-Sponga, 2005
- Venezuela Koçak & Kemal, 2008
- Carbonaria González-Sponga, 2009
- Maimire González-Sponga, 2009
- Nasuta González-Sponga, 2009
- Moraia González-Sponga, 2011

Mecolaesthus est un genre d'araignées aranéomorphes de la famille des Pholcidae.

## Distribution
Les espèces de ce genre se rencontrent dans le Nord de l'Amérique du Sud et aux Antilles.

## Liste des espèces
Selon World Spider Catalog (version 24, 16/04/2023) :
- Mecolaesthus alegria Huber, 2020
- Mecolaesthus anzu Huber, 2023
- Mecolaesthus arepa Huber, 2020
- Mecolaesthus arima Huber, 2000
- Mecolaesthus azulita Huber, 2000
- Mecolaesthus bienmesabe Huber, 2020
- Mecolaesthus cachapa Huber, 2020
- Mecolaesthus chicha Huber, 2020
- Mecolaesthus chuwitayo Huber, 2023
- Mecolaesthus cordiformis (González-Sponga, 2009)
- Mecolaesthus cornutus Huber, 2000
- Mecolaesthus discrepantis (González-Sponga, 2003)
- Mecolaesthus fallax Huber, 2020
- Mecolaesthus grandis (González-Sponga, 2009)
- Mecolaesthus graphorn Huber, 2020
- Mecolaesthus guasacaca Huber, 2020
- Mecolaesthus hoti Huber, 2000
- Mecolaesthus lechosa Huber, 2020
- Mecolaesthus lemniscatus (Simon, 1894)
- Mecolaesthus limon Huber, 2020
- Mecolaesthus longipes Huber, 2020
- Mecolaesthus longissimus Simon, 1893
- Mecolaesthus misahualli Huber, 2023
- Mecolaesthus mucuy Huber, 2000
- Mecolaesthus multidenticulatus (González-Sponga, 2003)
- Mecolaesthus nigrifrons (Simon, 1894)
- Mecolaesthus niquitanus (González-Sponga, 2011)
- Mecolaesthus parchita Huber, 2020
- Mecolaesthus peckorum Huber, 2000
- Mecolaesthus piedras Huber, 2020
- Mecolaesthus puntiagudus (González-Sponga, 2003)
- Mecolaesthus pusillus Huber, 2020
- Mecolaesthus putumayo Huber, 2000
- Mecolaesthus quasimodo Huber, 2023
- Mecolaesthus tabay Huber, 2000
- Mecolaesthus taino Huber, 2000
- Mecolaesthus trampa Huber, 2020
- Mecolaesthus tuberculosus (González-Sponga, 2009)
- Mecolaesthus yawaperi Huber, 2000
- Mecolaesthus yerbatero Huber, 2020

## Systématique et taxinomie
Ce genre a été décrit par Simon en 1893 dans les Pholcidae.
Falconia González-Sponga, 2003, préoccupé par Falconia Distant, 1884, remplacé par Ayomania par González-Sponga en 2005 et puis de manière superflue par Venezuela par Koçak et Kemal en 2008, Sanluisi, Carbonaria, Maimire, Nasuta et Moraia ont été placés en synonymie par Huber, Colmenares et Ramírez en 2014.
Queliceria a été placé en synonymie par Huber et Villarreal en 2020.

## Publication originale
- Simon, 1893 : « Études arachnologiques. 25e Mémoire. XL. Descriptions d'espèces et de genres nouveaux de l'ordre des Araneae. » Annales de la Société Entomologique de France, vol. 62, p. 299-330 (texte intégral).